# Kamilla Rytter Juhl

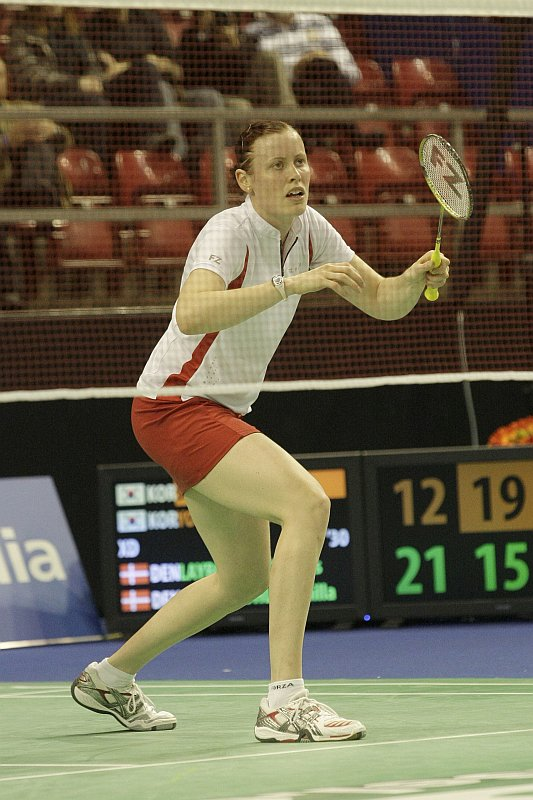
Kamilla Rytter Juhl bei den Wilson Swiss Open 2010

Kamilla Rytter Juhl (* 23. November 1983 in Skagen) ist eine dänische Badmintonspielerin.

## Karriere
Kamilla Rytter Juhl gewann 2006 den Europameistertitel im Mixed mit Thomas Laybourn. Bei derselben Veranstaltung wurde sie Dritte im Damendoppel mit Lena Frier Kristiansen. Die beiden Damen steigerten sich 2008 auf Platz eins. Mit Laybourn siegte sie auch bei der Weltmeisterschaft 2009 im Mixed. Bei den Olympischen Spielen 2008 wurde sie dagegen nur Fünfte im Mixed und Neunte im Damendoppel. Im Damendoppel gewann sie mit ihrer Partnerin und Lebensgefährtin Christinna Pedersen die Silbermedaille bei den Olympischen Sommerspielen 2016.

## Erfolge
- Uber Cup
  - 3. Platz: 2004
- Irish Open
  - Finalist: 2003 (Mixed mit Rasmus Andersen)
- Dutch Open
  - Sieger: 2004 (Mixed mit Thomas Laybourn & Damendoppel mit Lena Frier Kristiansen), 2008 (Damendoppel mit Lena Frier Kristiansen)
- All England
  - Finalist: 2005 (Mixed mit Thomas Laybourn)
  - Sieger: 2018 (Damendoppel mit Christinna Pedersen)
- Thailand Open
  - Finalist: 2005 (Mixed mit Thomas Laybourn)
  - 3. Platz (2): 2006 (Mixed mit Thomas Laybourn & Damendoppel mit Lena Frier Kristiansen)
- Sudirman Cup
  - 3. Platz: 2005
- Malaysia Open
  - Viertelfinale: 2005 (Mixed mit Thomas Laybourn)
- Denmark Open
  - Sieger: 2005 (Mixed mit Thomas Laybourn)
  - Finalist: 2006 (Mixed mit Thomas Laybourn), 2008 (Mixed mit Thomas Laybourn)
  - 3. Platz: 2006 (Damendoppel mit Lena Frier Kristiansen)
- Badminton-Mannschaftseuropameisterschaft
  - Sieger: 2006, 2008
- Badminton-Europameisterschaft
  - Sieger: 2006 (Mixed mit Thomas Laybourn), 2008 (Damendoppel mit Lena Frier Kristiansen), 2010 (Mixed mit Thomas Laybourn)
  - 3. Platz: 2006 (Damendoppel mit Lena Frier Kristiansen)
- Macau Open
  - Sieger: Macau Open 2006 (Mixed mit Thomas Laybourn)
  - 3. Platz: Macau Open 2006 (Damendoppel mit Lena Frier Kristiansen)
- Korea Open
  - Finalist: 2007 (Mixed mit Thomas Laybourn)
  - 3. Platz: 2006 (Mixed mit Thomas Laybourn)
- Copenhagen Masters
  - Sieger: 2006 (Mixed mit Thomas Laybourn)
- Japan Open
  - 3. Platz: 2007 (Mixed mit Thomas Laybourn)
- Taiwan Open
  - Finalist: 2007 (Mixed mit Thomas Laybourn)
- French Open
  - 3. Platz: 2007 (Mixed mit Thomas Laybourn)
- Finnish International
  - Sieger: 2008 (Damendoppel mit Lena Frier Kristiansen)
- Indonesia Open
  - Finalist: 2008 (Mixed mit Thomas Laybourn)
- China Open
  - 3. Platz: 2008 (Mixed mit Thomas Laybourn)
- Hong Kong Open
  - 3. Platz: 2008 (Mixed mit Thomas Laybourn)
- BWF Super Series Finale
  - Sieger: 2008 (Mixed mit Thomas Laybourn)
- Badminton-Weltmeisterschaft
  - Sieger: 2009 (Mixed mit Thomas Laybourn),
- Olympische Sommerspiele 2016
  - 2. Platz: (Damendoppel mit Christinna Pedersen)